# 82 Piscium
82 Piscium, eller g Piscium, är en gulvit stjärna i huvudserien som ligger i Fiskarnas stjärnbild.
82 Piscium har visuell magnitud +5,15 och är synlig för blotta ögat vid någorlunda god seeing. Stjärnan befinner sig på ett avstånd av ungefär 480 ljusår.